# Подзигун, Григорий Саввович
Григорий Саввович Подзигун (03.01.1914—13.05.1980) — наводчик расчёта миномётной батареи 857-го Краснознаменного ордена Кутузова стрелкового полка (294-я Черкасская Краснознаменная орденов Суворова и Богдана Хмельницкого стрелковая дивизия, 74-й стрелковый корпус, 52-я армия, 2-й Украинский фронт), сержант, участник Великой Отечественной войны, кавалер ордена Славы трёх степеней.

## Биография
Родился 3 января 1914 года в селе Ротмистровка ныне в Черкасском районе Черкасской области Украины в крестьянской семье. Украинец. Образование начальное. Работал в колхозе, затем – на Смелянском сахарном заводе.
С 1938 по 1940 год проходил действительную воинскую службу в Красной Армии. Повторно призван 11 февраля 1944 года.
С 1 апреля 1944 года – в действующей армии. Воевал на 2-м и 1-м Украинских фронтах. Принимал участие в Ясско-Кишинёвской, Сандомирско-Силезской, Нижнесилезской, Берлинской и Пражской наступательных операциях.
30 мая 1944 года в районе населённого пункта Редиул-Алдей (севернее города Яссы, Румыния) под огнём противника подносчик боеприпасов рядовой Г. С. Подзигун чётко выполнял свои обязанности, обеспечивая бесперебойную стрельбу миномёта. Когда от осколков вражеской мины загорелись ящики с боеприпасами, он смело кинулся к штабелю и потушил пожар. Приказом командира полка награждён медалью «За отвагу».
С началом Ясско-Кишинёвской наступательной операции миномётчики сопровождали атаку стрелковых подразделений, поддерживая их огнём. 20 августа 1944 года наводчик миномёта ефрейтор Г. С. Подзигун в районе города Яссы уничтожил расчёт артиллерийского орудия, 2 станковых пулемёта и до 15 вражеских солдат.
Приказом командира 294-й стрелковой дивизии от 7 сентября 1944 года ефрейтор Подзигун Григорий Саввович награждён орденом Славы 3-й степени.
12 января 1945 года в ходе прорыва обороны противника в районе населённого пункта Селец-Новый (ныне гмина Сташув Сташувского повята, Свентокшиское воеводство, Польша) его расчёт подавил огонь артиллерийского орудия, уничтожил 4 огневые точки и до 20 солдат противника.
Приказом командующего 52-й армией от 12 февраля 1945 года сержант Подзигун Григорий Саввович награждён орденом Славы 2-й степени.
В начале апреля 1945 года 294-я стрелковая дивизия вела бои на подступах к городу и крепости Бреслау (ныне Вроцлав, Польша). 6 апреля 1945 года в бою за населённый пункт Кляйн-Мазелевец Г. С. Подзигун, поддерживая наступление стрелковых подразделений огнём из миномёта, уничтожил станковый пулемёт с расчётом и около 30 солдат противника. При отражении вражеской контратаки из личного оружия уничтожил четверых немецких солдат. Командиром полка представлен к награждению орденом Красной Звезды.
Указом Президиума Верховного Совета СССР от 27 июня 1945 года за образцовое выполнение боевых заданий командования на фронте борьбы с немецкими захватчиками и проявленные при этом доблесть и мужество сержант Подзигун Григорий Саввович награждён орденом Славы 1-й степени.
В июне 1946 года демобилизован. Вернулся на родину. Жил в селе Ротмистровка, работал в колхозе «Украина».
Старшина в отставке. Умер 13 мая 1980 года.
Похоронен в селе Ротмистровка ныне в Смелянский район Черкасской области Украины.

## Награды
- Полный кавалер ордена Славы:
  - орден Славы I степени (27.06.1945)[4];
  - орден Славы II степени (12.02.1945)[5];
  - орден Славы III степени (07.09.1944)[6];
- медали, в том числе:
  - «За отвагу» (14.06.1944)[7];
  - «За взятие Берлина» (9.05.1945)
  - «За освобождение Праги» (9.05.1945)
  - «В ознаменование 100-летия со дня рождения Владимира Ильича Ленина» (6 апреля 1970)
  - «За победу над Германией в Великой Отечественной войне 1941—1945 гг.» (9 мая 1945[8])[9];
  - «20 лет Победы в Великой Отечественной войне 1941—1945 гг.» (7 мая 1965[10])
  - «30 лет Победы в Великой Отечественной войне 1941—1945 гг.»[11]
  - 40 лет Победы в Великой Отечественной войне 1941—1945 гг.[12]
  - Юбилейная медаль «50 лет Победы в Великой Отечественной войне 1941—1945 гг.»[13]
  - «30 лет Советской Армии и Флота»[14]
  - «40 лет Вооружённых Сил СССР»[15]
  - «50 лет Вооружённых Сил СССР» (26 декабря 1967[16])
- Знак «25 лет победы в Великой Отечественной войне» (1970)

## Память
- На могиле установлен надгробный памятник
- Его имя увековечено в Главном Храме Вооружённых сил России, и навсегда запечатлено на мемориале «Дорога памяти»